# Miño de Medinaceli
Miño de Medinaceli bezeichnet einen Bergort und eine Gemeinde (municipio) mit nur noch 78 Einwohnern (Stand: 2024) im Südosten der Provinz Soria in der Autonomen Gemeinschaft Kastilien-León. Zur Gemeinde gehören auch die in den 1970er Jahren eingemeindeten Weiler (pedanías) Ambrona, Conquezuela und Ventosa del Ducado. 

## Lage und Klima
Miño de Medinaceli liegt in der Berglandschaft im Südwesten der Provinz Soria in einer Höhe von ca. 1160 m. Die Entfernung zur nördlich gelegenen Provinzhauptstadt Soria beträgt ca. 60 km (Fahrtstrecke). Das Klima ist gemäßigt bis warm; Regen (ca. 489 mm/Jahr) fällt übers Jahr verteilt.

## Bevölkerungsentwicklung
| Jahr      | 1970 | 1981 | 1991 | 2001 | 2011 | 2021 |
| Einwohner | 463  | 197  | 159  | 116  | 92   | 83   |

Die zunehmende Mechanisierung der Landwirtschaft und der daraus resultierende Verlust an Arbeitsplätzen haben in hohem Maße zu dem deutlichen Rückgang der Bevölkerung in der zweiten Hälfte des 20. Jahrhunderts beigetragen.

## Sehenswürdigkeiten
- Abri de la Dehesa
- Agathenkirche in Conquezuela
- Archäologisches und Paläontologisches Museum
- Michaeliskirche in Miño de Medinaceli